# Operacja Zimowy Sztorm
Operacja Zimowy Sztorm (niem. Unternehmen Wintergewitter) – niemiecka ofensywa przeprowadzona w grudniu 1942 r. na froncie wschodnim II wojny światowej, której celem było przełamanie radzieckiego okrążenia 6 Armii przez uderzenie 4 Armii Pancernej podczas bitwy stalingradzkiej.
Pod koniec listopada 1942 r. Armia Czerwona zakończyła operację Uran, okrążając około 300 000 żołnierzy wojsk Osi w rejonie Stalingradu. 22 listopada 1942 r. siły niemieckie w obrębie kotła stalingradzkiego i bezpośrednio na zewnątrz niego zostały zreorganizowane w Grupę Armii Don i oddane pod dowództwo feldmarszałka Ericha von Mansteina. Tymczasem Armia Czerwona nadal przeznaczała jak najwięcej zasobów na planowaną operację Saturn w celu odizolowania Grupy Armii A od reszty wojsk niemieckich. Aby temu zaradzić, Luftwaffe próbowała za pomocą mostu powietrznego zaopatrywać siły niemieckie w Stalingradzie. Kiedy próby te zawiodły i stało się oczywiste, że przetrwanie 6 Armii będzie możliwe tylko wtedy, gdy utworzy się korytarz ratunkowy z zewnątrz, tak wcześnie, jak to możliwe, Manstein zdecydował się na atak.
Pierwotnie obiecano Mansteinowi cztery dywizje pancerne. Jednak z powodu niechęci Niemców do osłabienia niektórych sektorów frontu poprzez ponowne rozmieszczenie niemieckich jednostek, zadanie otwarcia korytarza do okrążonej 6 Armii spadło na 4 Armię Pancerną. Siły niemieckie zostały skierowane przeciwko kilku armiom radzieckim, których zadaniem było zniszczenie sił w kotle i kontrofensywa wokół dolnego biegu rzeki Czir.
Niemiecka ofensywa zaskoczyła Armię Czerwoną i pierwszego dnia osiągnęła duże zyski terytorialne. Szpica ataku dysponowała wsparciem powietrznym i pokonała lokalne kontrataki wojsk radzieckich. Jednak do 13 grudnia radziecki opór znacznie spowolnił postępy atakujących. Chociaż siły niemieckie zajęły obszar wokół strategicznie położonej wsi Wierchnie-Kumski, Armia Czerwona rozpoczęła 16 grudnia operację Mały Saturn i zmiażdżyła 8 Armię włoską na lewej flance Grupy Armii Don, grożąc odcięciem sił Mansteina. Wraz z narastającym oporem i zwiększającą się liczbą ofiar Manstein zaapelował do Adolfa Hitlera i do dowódcy 6 Armii, gen. Friedricha Paulusa, o pozwolenie 6 Armii na opuszczenie Stalingradu; obaj odmówili. 4 Armia Pancerna kontynuowała próbę otwarcia korytarza do 6 Armii w dniach 18–19 grudnia, ale nie była w stanie tego zrobić bez pomocniczego ataku sił okrążonych w Stalingradzie. Manstein odwołał atak 23 grudnia i do Wigilii 4 Armia Pancerna zaczęła wycofywać się na swoje pozycje wyjściowe. Ze względu na to, że 6 Armia nie wyszła z okrążenia, Armia Czerwona mogła kontynuować niszczenie sił niemieckich w Stalingradzie.

## Tło sytuacyjne
23 listopada 1942 r. Armia Czerwona zamknęła okrążenie sił Osi w Stalingradzie, blisko 300 000 żołnierzy niemieckich i rumuńskich, a także rosyjskich Hilfswillige, zostało uwięzionych w okolicach Stalingradu przez około 1,1 miliona radzieckich żołnierzy. Wśród zbliżającej się katastrofy Adolf Hitler mianował feldmarszałka Ericha von Mansteina dowódcą nowo utworzonej Grupy Armii Don. Nowa grupa armii Mansteina, złożona z niemieckiej 4 Armii Pancernej i 6 Armii, a także 3 i 4 Armii rumuńskiej, znajdowała się pomiędzy Grupami Armii A i B. Zamiast natychmiastowego przebicia się, niemieckie dowództwo postanowiło, że uwięzione siły pozostaną w Stalingradzie, próbując się utrzymać. Otoczone wojska niemieckie miały być zaopatrywane drogą powietrzną, co wymagało około 680 ton zapasów dziennie. Jednak zmontowana ad hoc flota 500 samolotów transportowych była niewystarczająca do wykonania tego zadania. Wiele samolotów nie nadawało się do użytku w warunkach surowej, radzieckiej zimy; na początku grudnia więcej niemieckich samolotów towarowych zostało zniszczonych w wyniku wypadków niż przez radzieckie myśliwce. Na przykład niemiecka 6 Armia otrzymywała mniej niż 20% dziennego zapotrzebowania. Ponadto Niemcom nadal groziły siły radzieckie, które wciąż utrzymywały się nad zachodnim brzegiem Wołgi w Stalingradzie.

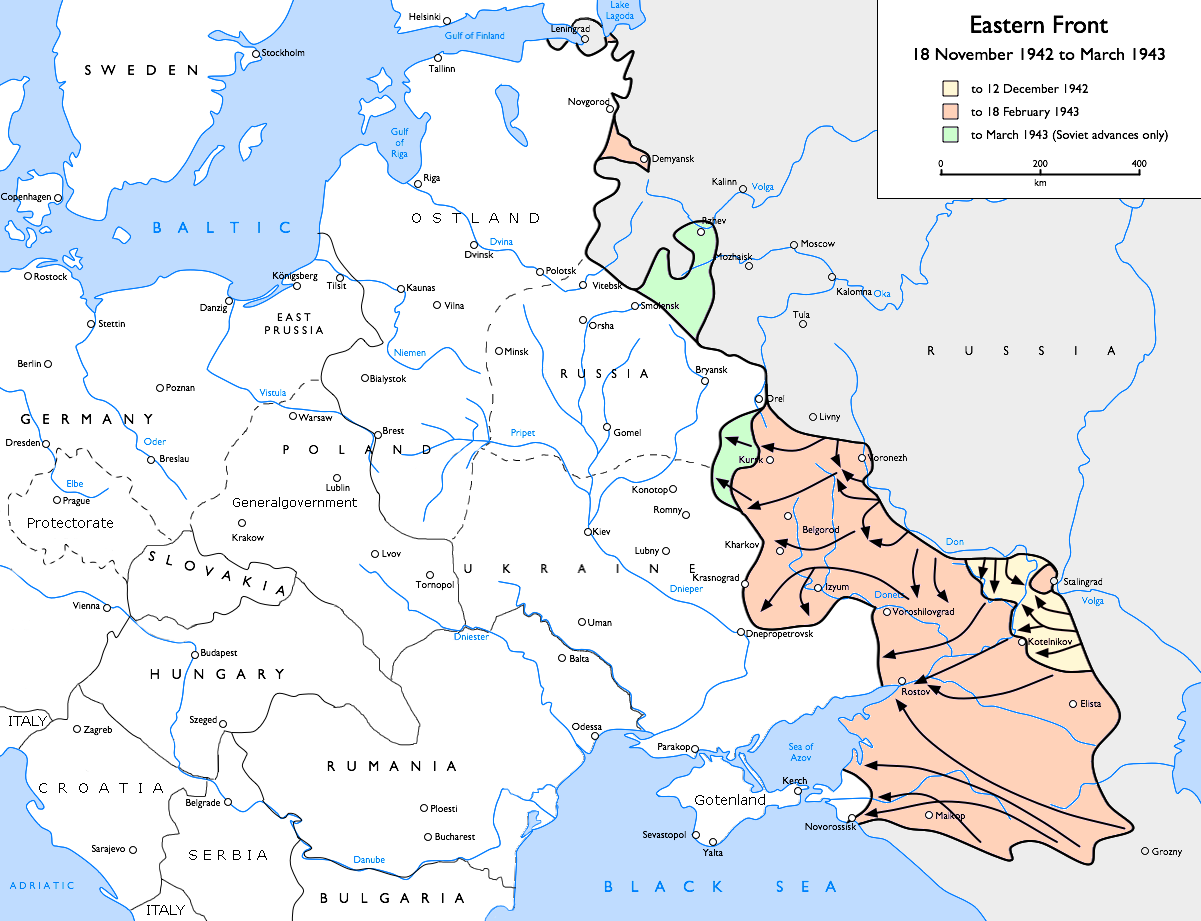
Front wschodni pomiędzy 19 listopada 1942 r. a 1 marca 1943 r.

Biorąc pod uwagę nieoczekiwany rozmiar sił niemieckich zamkniętych w Stalingradzie, 23 listopada Stawka postanowiła wzmocnić zewnętrzny krąg okrążenia, przygotowując się do zniszczenia sił Osi w mieście i wokół niego. 24 listopada kilka formacji radzieckich zaczęło okopywać się w celu obrony przed możliwymi niemieckimi atakami z zachodu. Sowieci wzmocnili także siły okrążające, aby zapobiec ewentualnemu przebiciu się na zewnątrz przez 6 Armię niemiecką i inne jednostki Osi. Wiązało się to jednak ze związaniem walką połowy sił Armii Czerwonej w rejonie. Planowanie operacji Saturn rozpoczęło się 25 listopada; nowa operacja miała na celu zniszczenie 8 Armii włoskiej i zerwanie łączności pomiędzy siłami niemieckimi na zachód od rzeki Don, a wojskami działającymi na Kaukazie. W międzyczasie rozpoczęto także planowanie operacji Pierścień, której celem było zredukowanie sił niemieckich w kotle stalingradzkim.
Kiedy zakończyła się operacja Uran, siły niemieckie wewnątrz okrążenia były zbyt słabe, aby samodzielnie próbować przebicia się. Na przykład połowa ich sprzętu została utracona podczas walk obronnych, a chroniczny brak paliwa i amunicji uziemiał ocalałe pojazdy, biorąc pod uwagę, że Luftwaffe nie była w stanie zapewnić odpowiedniego zaopatrzenia z powietrza. Manstein zaproponował kontratak, aby przełamać radzieckie okrążenie Stalingradu, o kryptonimie Zimowy Sztorm (niem. Wintergewitter). Feldmarszałek uważał, że z powodu niezdolności Luftwaffe do zaopatrzenia wojsk w kotle ważniejsze stało się teraz uwolnienie ich „jak najwcześniej”. 28 listopada Manstein przesłał Hitlerowi szczegółowy raport na temat sytuacji Grupy Armii Don, w tym sił niemieckiej 6 Armii oraz ocenę dostępnej ilości amunicji dla niemieckiej artylerii w mieście. Tragiczna sytuacja strategiczna sprawiła, że Manstein wątpił, czy operacja ratunkowa może pozwolić sobie na opóźnienie, zanim przybędą wszystkie jednostki przeznaczone do ofensywy.
Stawka przełożyła operację Saturn do 16 grudnia, gdy siły radzieckie walczyły o usunięcie niemieckich obrońców z dolnego biegu rzeki Czir. Ofensywa Armii Czerwonej na tym obszarze rozpoczęła się 30 listopada i objęła około 50 000 żołnierzy, co zmusiło Mansteina do użycia XLVIII Korpusu Pancernego w celu ochrony tego obszaru. W odpowiedzi na to radziecka 5 Armia Pancerna została wzmocniona przez nowo utworzoną 5 Armię Uderzeniową, wywodzącą się z wydzielonych formacji Frontu Południowo-Zachodniego i Frontu Stalingradzkiego; 5 Armia Pancerna liczyła prawie 71 000 ludzi, 252 czołgów i 814 dział. Ofensywie radzieckiej udało się związać walką XLVIII Korpus Pancerny, pierwotnie wybrany jako jedna z głównych formacji przeznaczonych do ataku na wojska okrążające Stalingrad. Sowieci zostali ostrzeżeni przed zbliżającym się atakiem, gdy odkryli, że niemiecka 6 Dywizja Pancerna przygotowuje się do walki w mieście Morozowsk, w wyniku czego powstrzymali kilka armii przed atakiem na Dolny Czir, aby przygotować się na możliwą próbę przebicia się przez Niemców z wewnętrznej strony kotła.

## Porównanie sił

### Siły niemieckie uczestniczące w operacji

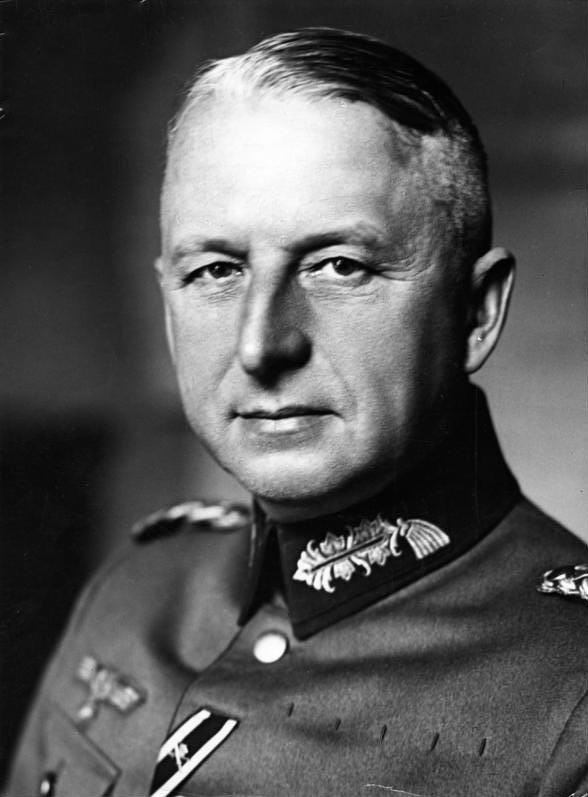
Feldmarszałek Erich von Manstein, dowódca Grupy Armii Don

Do odblokowania wojsk niemieckich w Stalingradzie przygotowano Grupę Armii Don w skład której wchodziło: zgrupowanie armijne Hotha (dawna 4 Armia Pancerna), 6 Armia i 3 Armia (rumuńska). Ogółem przeznaczona do odblokowania Stalingradu Grupa Armii Don, bez jednostek ze składu 6 Armii liczyła 30 dywizji, w tym 6 pancernych. Niemniej, przeciw Frontowi Stalingradzkiemu miało działać 13 dywizji natomiast pozostałe 17 przeciw Frontowi Południowo-Zachodniemu. Oczekiwano, że łącznie cztery dywizje pancerne, cztery dywizje piechoty i trzy dywizje polowe Luftwaffe wezmą udział w operacji Zimowy Sztorm. Ich zadaniem będzie tymczasowe otwarcie korytarza do 6 Armii. Dywizje polowe Luftwaffe, złożone z nieuczestniczących w walkach żołnierzy i personelu sztabowego, były źle wyszkolone i brakowało w nich doświadczonych oficerów i żołnierzy, a także wystarczającej ilości dział przeciwpancernych i polowych. Wielu ludzi obiecanych do udziału w operacji nie dotarło, częściowo z powodu problemów transportowych, podczas gdy niektóre jednostki początkowo wybrane do przekazania pod dowództwo Armii Grupy Don zostały zatrzymane przez ich pierwotne dowództwa. Inne elementy Grupy Armii Don nie były w stanie przeprowadzić operacji ofensywnych z powodu strat poniesionych w ostatnim miesiącu walk, a wiele obiecanych formacji nie dotarło na czas.

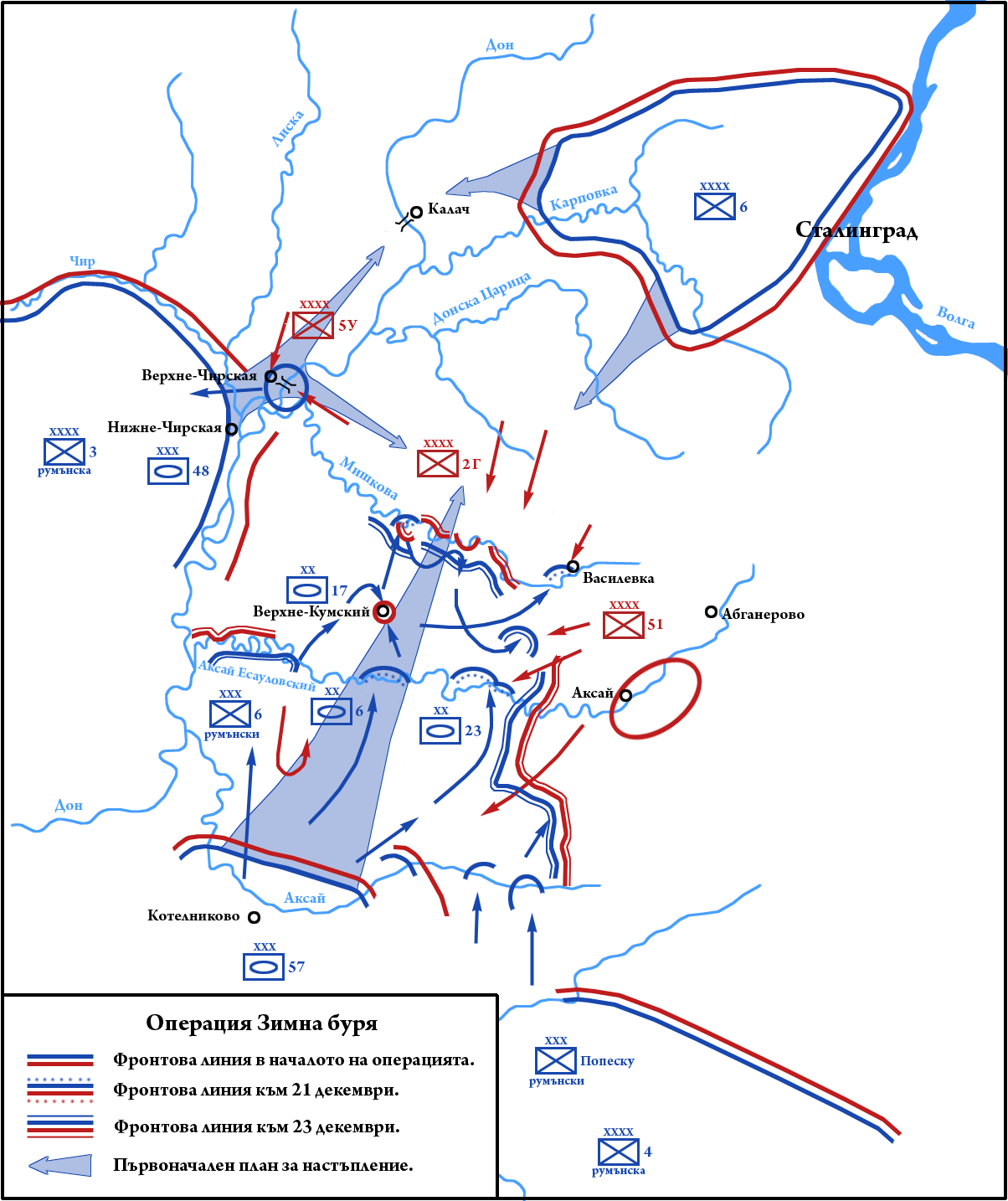
Schemat operacji

Z drugiej strony 11 Dywizja Pancerna była jedną z najbardziej kompletnych niemieckich dywizji pancernych na froncie wschodnim, ponieważ właśnie została przeniesiona z rezerwy armii niemieckiej. 6 Dywizja Pancerna była również kompletna, ponieważ została przekazana Mansteinowi z Europy Zachodniej. Przydatność 11 Dywizji Pancernej została jednak mocno ograniczona, gdy Sowieci rozpoczęli ofensywę przeciwko siłom w dolnym biegu rzeki Czir, co związało Oddział Wojskowy Hollidt walką w defensywie. Z tego powodu, a także dlatego, iż Manstein uważał, że uderzenie wyprowadzone z pozycji Oddziału Wojskowego Hollidt byłoby zbyt oczywiste, niemiecki feldmarszałek postanowił wykorzystać 4 Armię Pancerną i jej LVII Korpus Pancerny jako główne elementy operacji ratunkowej. Jednak pomimo prób Niemców, aby zbudować siłę potrzebną do ofensywy, ich pozycja wzdłuż dolnego biegu rzeki Czir stawała się coraz bardziej niepewna; radzieckie natarcie zostało stępione dopiero nadejściem 11 Dywizji Pancernej, która była w stanie zniszczyć większość dwóch radzieckich brygad pancernych. W związku z tym XLVIII Korpus Pancerny został uwikłany w walki obronne o rzekę Czir, podczas gdy Sowieci parli w kierunku opanowania lotniska Tacinskaja (wykorzystywanego do zaopatrywania sił niemieckich w Stalingradzie drogą powietrzną).
Chociaż LVII Korpus Pancerny został niechętnie wypuszczony do Grupy Armii Don przez swoją macierzystą Grupę Armii A, 17 Dywizja Pancerna została odesłana z powrotem do pierwotnego obszaru koncentracji i nie przygotowywała się do powrotu do Grupy Armii Don wcześniej jak 10 dni po tym, gdy została o to poproszona. W świetle kłopotów z budowaniem grupy uderzeniowej i widząc, że Sowieci koncentrują większą ilość sił pancernych na rzece Czir, Manstein postanowił rozpocząć operację Zimowy Sztorm za pomocą 4 Armii Pancernej. Feldmarszałek miał nadzieję, że 6 Armia rozpocznie własną ofensywę z przeciwnej strony po otrzymaniu sygnału kodowego Thunderclap. Manstein grał z Hitlerem, akceptując tę jedyną możliwą metodę uniknięcia rozbicia 6 Armii, dlatego pozwalał jej na przebicie się i zakładał, że gen. Paulus zgodzi się rozkazać swoim siłom uciec z kotła stalingradzkiego. 10 grudnia Manstein poinformował Paulusa, że operacja ratunkowa rozpocznie się w ciągu 24 godzin.

### Zaangażowane siły radzieckie
Na potrzeby operacji Uran marsz. Gieorgij Żukow rozmieścił jedenaście armii radzieckich. Aby wzmocnić zdolności ofensywne Frontu Stalingradzkiego, nad Wołgę wysłano ponad 420 czołgów, 111 000 żołnierzy i 556 dział w ciągu trzech tygodni. Armia Czerwona i Wojskowe Siły Powietrzne były w stanie zgromadzić ponad milion żołnierzy, 13 500 dział, 890 czołgów i 1100 samolotów bojowych, zorganizowanych w 66 dywizji strzeleckich, pięć korpusów pancernych, 14 brygad pancernych, samodzielną brygadę zmechanizowaną, korpus kawalerii oraz 127 pułków artylerii i moździerzy. Gdy okrążenie zamknęło się, a Sowieci kontynuowali operacje wtórne, 51 Armia została ustawiona na skraju zewnętrznego okrążenia z 34 000 żołnierzy i 77 czołgów. Na południe od nich znajdowała się 28 Armia z 44 000 żołnierzy, 40 czołgami i 707 działami i moździerzami. Równolegle Armia Czerwona zaczęła budować swoją siłę do operacji Saturn, w ramach której dążyła do izolacji i zniszczenia niemieckiej Grupy Armii A na Kaukazie.

## Niemiecka ofensywa

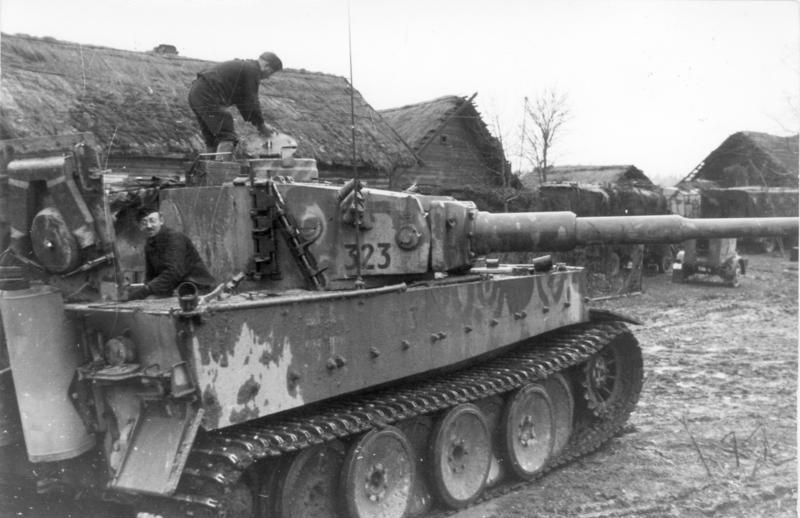
Batalion czołgów Tygrys został wysłany do Grupy Armii Don, aby wzmocnić niemieckie uderzenie w stronę Stalingradu

12 grudnia 1942 r. LVII Korpus Pancerny 4 Armii Pancernej gen. Hermanna Hotha rozpoczął uderzenie na północny wschód w kierunku sił niemieckich uwięzionych w kotle stalingradzkim. 6 i 23 Dywizja Pancerna osiągnęły duże postępy, zaskakując Armię Czerwoną i grożąc wyjściem na tyły radzieckiej 51 Armii. Niemiecka szpica miała być dowodzona przez 503 batalion czołgów ciężkich złożony z nowych Tygrysów, ale jednostka rozpoczęła swój transfer na front wschodni dopiero 21 grudnia 1942 r. i nie widziała działań bojowych aż do pierwszych dni stycznia 1943 r. wzdłuż rzeki Manycz. Początkowy postęp ofensywy był szybki. Niektóre jednostki były w stanie pokonać do 50 km pierwszego dnia. Niemcom pomagał element zaskoczenia, ponieważ Stawka nie spodziewała się, że niemiecka ofensywa rozpocznie się tak szybko, podczas gdy gen. Aleksandr Wasilewski nie był w stanie odłączyć 2 Gwardyjskiej Armii, aby użyć jej jako siły blokującej szpicę Mansteina. Początkowy atak był tak szybki, że 6 Dywizji Pancernej udało się nawet zdobyć nienaruszony radziecki sprzęt artyleryjski. Opór Sowietów wyraźnie zmalał po tym, jak 6 i 23 Dywizja Pancerna wyparły główną część radzieckiej piechoty. Dla przykładu, 302 Dywizja Strzelecka 51 Armii została całkowicie wyparta ze swoich pozycji do końca 12 grudnia. Chociaż radziecka piechota szybko umocniła się w wioskach na trasie niemieckiego ataku, kawaleria Armii Czerwonej na tym obszarze była wyczerpana tygodniami walk i nie potrafiła stawić poważnego oporu przeciwko nieprzyjacielskiej ofensywie. Jednak pomimo wczesnych zdobyczy, LVII Korpus Pancerny nie był w stanie osiągnąć decydujących wyników. Pojawiły się również doniesienia o silnym nacisku na 23 Dywizję Pancerną, pomimo postępów poczynionych pierwszego dnia niemieckiego natarcia.
13 grudnia 6 Dywizja Pancerna weszła w kontakt z radziecką 5 Armią Pancerną, która była zaangażowana w redukcję niemieckiej obrony wokół rzeki Czir. Siły niemieckie były w stanie zaatakować i pokonać radzieckie siły pancerne, gdy te pierwsze sforsowały rzekę Ałksaj. W tym momencie rozpoczęła się ważna bitwa pancerna wokół wioski Wierchnie-Kumski.
Losy operacji zostały w dużej mierze rozstrzygnięte w tej małej wiosce kozackiej. Usytuowana przy najdogodniejszej drodze z południa na północ do Stalingradu, podczas gdy jałowy step wokół niej był usiany wąwozami pokrytymi głębokim, zdradzieckim śniegiem, Wierchnie-Kumski była punktem strategicznym dla dużych sił pancernych zdążających na północ w kierunku rzeki Myszkowa. Po stronie radzieckiej 4 Korpus Zmechanizowany gen. Wasilija Wolskiego również parł z pełną prędkością, by obronić wioskę. Korpus nie miał jeszcze czasu na uzupełnienie personelu i materiałów po listopadowych walkach ofensywnych; ledwo wystawił 100 czołgów zdolnych do walki, podczas gdy kolejne 50 wymagało naprawy. Połowa z nich to T-34 zdolne do przeciwstawienia się niemieckim Panzer III i IV, podczas gdy reszta to lekkie T-70, przydatne tylko przeciwko piechocie lub samochodom pancernym. A jednak ta niewielka siła była przyczyną niepowodzenia całej niemieckiej operacji ratunkowej. W tym czasie droga do okrążonej 6 Armii była prawie niebroniona, a gdyby 4 Korpus Zmechanizowany nie ingerował, gen. Hoth miałby znacznie większą szansę na dotarcie do Paulusa.
Mimo poniesienia ciężkich strat, wojska radzieckie były w stanie zepchnąć siły niemieckie z powrotem na brzeg rzeki Ałksaj do końca dnia, nie odzyskując samej wsi. Jednak straty poniesione przez Armię Czerwoną w pobliżu Wierchnie-Kumski pozwoliły 6 Dywizji Pancernej cieszyć się niewielką przewagą w liczbie czołgów na późniejszych etapach operacji. Walka o Wierchnie-Kumski trwała trzy dni, w czasie których Armia Czerwona rozpoczęła serię kontrataków przeciwko niemieckim przyczółkom za rzeką Ałksaj i obrońcom w wiosce. Niemcom udało się zwabić radzieckie czołgi do Wierchnie-Kumski i zniszczyć je za pomocą dobrze rozmieszczonych dział przeciwpancernych. Przy silnym wsparciu Luftwaffe Niemcy byli w stanie odnieść lokalny sukces i zaczęli nacierać w kierunku rzeki Myszkowa. 6 Dywizja Pancerna poniosła ciężkie straty podczas tych walk i dostała niewiele czasu, by się zregenerować. Drobne uszkodzenia czołgów, które ocalały, zostały naprawione, a większość czołgów trafionych podczas walk o Wierchnie-Kumski przywrócono do stanu używalności.

### Radziecka odpowiedź: 13–18 grudnia

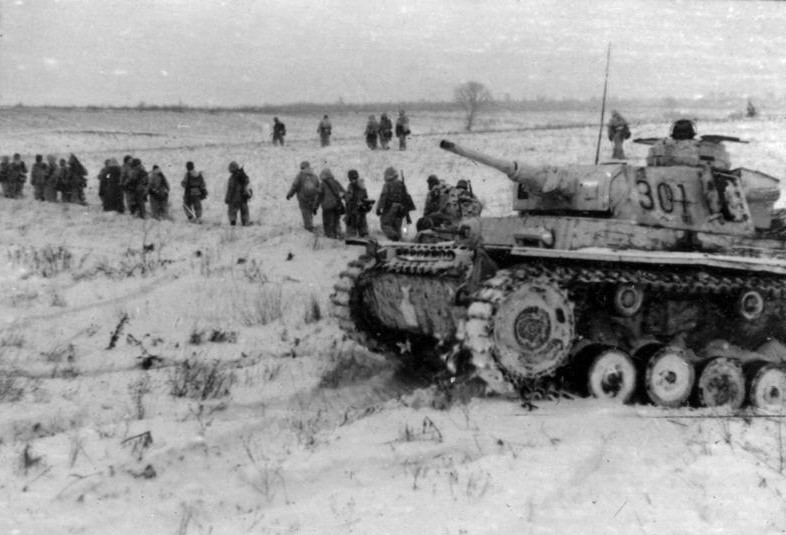
Niemiecki Panzer III na południu Rosji w grudniu 1942 r.

Ofensywa 4 Armii Pancernej zmusiła Stawkę do ponownego obliczenia zamiarów operacji „Saturn”, a 13 grudnia Stalin i Stawka zezwolili na przeniesienie 2 Gwardyjskiej Armii z Frontu Donieckiego na Front Stalingradzki, gdzie byłby gotowy do użycia przeciwko siłom niemieckim 15 grudnia. Armia ta liczyła około 90 000 żołnierzy, zorganizowanych w trzy Korpusy Strzeleckie (1., 13. i 2.). Operacja Saturn została przeprojektowana na operację Mały Saturn, która ograniczyła zakres ataku do przebicia się przez pozycje włoskiej 8 Armii, a następnie do zaatakowania Grupy Armii Don z tyłu. Kierunek ofensywy został również zmieniony z południowego na południowo-wschodni, a datę rozpoczęcia przesunięto z powrotem na 16 grudnia. W międzyczasie 4 Korpus Zmechanizowany i 13 Korpus Pancerny nadal kontratakowały siły niemieckie w pobliżu rzeki Ałksaj, próbując opóźnić ich atak w oczekiwaniu na przybycie 2 Gwardyjskiej Armii.
Radziecka 1, 3 i 6 Armia rozpoczęły operację Mały Saturn 16 grudnia. Pomimo wczesnych problemów spowodowanych twardym oporem wojsk włoskich, Armia Czerwona była w stanie częściowo wyprzeć 8 Armię do 18 grudnia. Przełom – nawet niewielki i szybko powstrzymany – okazał się możliwym zagrożeniem dla lewej flanki Grupy Armii Don, podczas gdy pozycjom Osi w Rostowie zagrażała 3 Gwardyjska Armia. To, a przede wszystkim ciężkie straty poniesione przez niemieckie dywizje pancerne nad rzeką Myszkowa, zmusiły Mansteina do ponownego rozważenia kontynuacji ofensywy. Feldmarszałek ocenił, że nie da rady obronić swojej lewej flanki, podtrzymując jednocześnie próbę uwolnienia 6 Armii. Chociaż 6 Dywizja Pancerna była w stanie przekroczyć rzekę Myszkowa w nocy 19 grudnia, LVII Korpus Pancerny nadal nie poczynił znacznych postępów przeciwko tężejącemu, radzieckiemu oporowi, pomimo przybycia 17 Dywizji Pancernej; wydawało się, że korpus musiałby przejść do obrony. Co więcej, radziecki rajd na Tacinskoj doprowadził do zniszczenia lotniska, a Luftwaffe wykorzystało kilkadziesiąt samolotów do uzupełnienia sił w kotle stalingradzkim, zmuszając Mansteina do pozostawienia Korpusu Pancernego XLVIII w defensywie, zamiast zachować go, aby wzmocnić szpicę w kierunku Stalingradu. Co gorsza dla Niemców, 18 grudnia Hitler odmówił zgody niemieckiej 6 Armii na rozpoczęcie operacji przebicia się do reszty Grupy Armii Don, pomimo próśb Mansteina.

### Porażka operacji: 19–23 grudnia
19 grudnia Manstein wysłał swojego głównego oficera wywiadu - majora Eismanna - do Stalingradu, aby dać generałowi Paulusowi dokładny obraz sytuacji strategicznej, która spadła na Grupę Armii Don. Paulus nie był pod wrażeniem, chociaż zgodził się, że najlepszą opcją jest próba wybicia jak najwcześniej. Szef sztabu 6 Armii, gen. Arthur Schmidt, argumentował, że przebicie się jest niemożliwe i zasugerował, by Grupa Armii Don podjęła kroki w celu lepszego zaopatrzenia uwięzionych sił Osi drogą powietrzną. Pomimo wcześniejszego uzgodnienia z Eismannem, Paulus zdecydował, że nie ma mowy o przebijaniu się, biorąc pod uwagę niezdolność 6 Armii do przeprowadzenia takiego manewru i wyraźne rozkazy Hitlera przeciwko niemu. Chociaż tego dnia LVII Korpusowi Pancernemu udało się przedrzeć przez rzekę Ałksaj i dotrzeć na odległość 48 km od południowej krawędzi frontu 6 Armii, uwięzione siły niemieckie nie podjęły próby połączenia się z siłami ratunkowymi. Płk Wilhelm Adam twierdził, że czołgi 6 Armii miały paliwo do pokonania zaledwie 30 km. Poza tym 6 Armia po prostu nie miała sił do podjęcia próby przebicia się na taką skalę, mając mniej niż 70 działających czołgów, z ograniczonymi zapasami, podczas gdy jej piechota nie była w stanie ruszyć ataku w zamieci, która rozwinęła się w ciągu ostatnich kilku dni.
Manstein nakazał 6 Dywizji Pancernej zakończyć swoją ofensywę i przesunąć ją na południowy brzeg rzeki Czir, aby wzmocnić tam niemiecką obronę przed kontynuowaną radziecką ofensywą po 23 grudnia. Do Wigilii 4 Armia Pancerna znalazła się w pełnym odwrocie i powróciła na pozycję wyjściową. Niemożność przedostania się do 6 Armii, a także odmowa podjęcia próby przebicia się przez tę ostatnią formację, spowodowały załamanie operacji Zimowy Sztorm 24 grudnia, gdy Grupa Armii Don wróciła do defensywy.

## Następstwa
Po odparciu niemieckiej operacji ratunkowej Stawka mógł skoncentrować się na zniszczeniu sił Osi w kotle stalingradzkim i rozszerzeniu na zachód zimowej ofensywy Armii Czerwonej. Wojska radzieckie były w stanie rzucić prawie 150 000 żołnierzy i 630 czołgów przeciwko wycofującej się 4 Armii Pancernej i chociaż 4 Korpus Zmechanizowany Wolskiego (przemianowany na 3 Gwardyjski Korpus Zmechanizowany 18 grudnia 1942 r.) został wycofany w celu remontu maszyn, 51 Armia, 1 Gwardyjska Armia i 7 Korpus Pancerny uderzyły w niemieckie jednostki wycofujące się pomiędzy rzekami Muszkowa i Ałksaj. W ciągu trzech dni atakujące jednostki radzieckie przedarły się przez pozycje rumuńskie strzegące flanki LVII Korpusu Pancernego i zagroziły 4 Armii Pancernej z południa, zmuszając Niemców do dalszego wycofywania się na południowy zachód. Cały czas XLVIII Korpus Pancerny - prowadzony głównie przez 11 Dywizję Pancerną - starał się utrzymać swoją pozycję wzdłuż rzeki Czir. Pomimo sukcesu XLVIII Korpus Pancerny został rzucony do obrony Rostowa, ponieważ radzieckie przełamanie frontu wydawało się być bliskie po częściowym upadku włoskiej 8 Armii. Gdy Armia Czerwona ścigała 4 Armię Pancerną w kierunku rzeki Ałksaj i przedarła się przez niemiecką obronę nad brzegiem rzeki Czir, zaczęła także przygotowywać się do operacji Pierścień - likwidacji 6 Armii w Stalingradzie.
Siłom niemieckim w Stalingradzie wkrótce zaczęło brakować podstawowych zapasów, a konina stała się podstawowym pokarmem żołnierzy. Do końca 1942 r. odległość między 6 Armią a siłami poza kotłem wynosiła już ponad 65 km, a większość formacji niemieckich w tym rejonie była bardzo słaba. Nacisk Hitlera na utrzymanie Stalingradu do końca groził zagładą 6 Armii. Koniec operacji Zimowy Sztorm pozwolił także Armii Czerwonej na kontynuowanie starań w celu odcięcia sił niemieckich na Kaukazie, które miały się rozpocząć w połowie stycznia. Z drugiej strony okrążenie 6 Armii i operacje jej zniszczenia związały znaczną ilość wojsk radzieckich, co wpłynęło na operacje Armii Czerwonej w innych sektorach frontu.